# Паркинсон, Боб
Ро́берт Па́ркинсон (англ. Robert Parkinson; 27 апреля 1873 — дата смерти неизвестна), также известный как Боб Паркинсон (англ. Bob Parkinson) —  английский футболист, нападающий.

## Футбольная карьера
Уроженец Престона, Ланкашир, в начале карьеры играл за клубы «Престон Рэмблерз», «Престон Атлетик» и «Флитвуд Рейнджерс». Сезон 1894/95 провёл в клубе «Ротерем Таун» во Втором дивизионе, сыграв 14 матчей и забив 1 мяч. Сезон 1895/96 провёл в клубе «Лутон Таун» в Южной лиге, сыграв 10 матчей и забив 4 мяча.
В мае 1896 года перешёл в «Блэкпул», выступавший во Втором дивизионе Футбольной лиги. Боб принял участие в первом в истории «Блэкпула» матче в рамках Футбольной лиги Англии 5 сентября 1896 года против «Линкольн Сити». Он играл в нападении вместе со своим однофамильцем Джеком. В сезоне 1896/97 провёл за команду 8 матчей и забил 1 мяч (в ворота лондонского клуба «Вулидж Арсенал» 19 декабря 1896 года).
В 1897 году перешёл в клуб «Уормли», выступавший во 2-м дивизионе Южной лиги. Был капитаном «Уормли» в сезоне 1897/98, в котором команда завершила сезон с рекордным показателем соотношения забитых и пропущенных мячей  — 7,2 (108 мячей забито, 15 пропущено в 22 матчах).
В октябре 1898 года стал игроком клуба Первого дивизиона «Ноттингем Форест». В сезоне 1898/99 провёл за «Форест» 2 матча.
В ноябре 1899 года стал игроком клуба «Ньютон Хит» из Манчестера. Дебютировал за клуб 11 ноября 1899 года в матче против «Барнсли». 16 декабря того же года забил свой первый гол за команду в матче против «Мидлсбро». Всего в сезоне 1899/1900 провёл за команду 15 матчей и забил 7 мячей в чемпионате, а также сыграл 2 матча и забил 1 гол в Большом кубке Ланкашира, 1 матч — в Большом кубке Манчестера и провёл 4 товарищеских матча в основном составе «Ньютон Хит».
В ноябре 1900 года перешёл в «Уотфорд», выступавший в 1-м дивизионе Южной лиги. Дебютировал за команду 8 декабря 1900 года в матче против «Саутгемптона». Всего сыграл за команду 15 матчей и забил 5 мячей на позиции центрфорварда в сезоне 1900/01. В апреле 1901 года был выведен из основного состава комитетом «Уотфорда» (на тот момент в клубе ещё не было должности главного тренера или «секретаря»), сообщившего, что больше не нуждается в его услугах.
В 1901 году перешёл в клуб 1-го дивизиона Южной лиги «Суиндон Таун».